# Sommerland
Sommerland település Németországban, Schleswig-Holstein tartományban. Lakosainak száma 773 fő (2023. december 31.).

## Népesség
A település népességének változása:
| Lakosok száma | 830  | 759  | 747  | 750  | 773  | 773  |
|               | 1975 | 2017 | 2019 | 2021 | 2022 | 2023 |